# Turkménistan aux Jeux olympiques
Le Turkménistan participe aux Jeux olympiques depuis 1996. Le pays n'a jamais participé aux Jeux d'hiver. Aux Jeux d'été de 1992, les athlètes turkmènes ont participé sous les couleurs de l'Équipe unifiée, nom sous lequel se sont présentés les athlètes d'une partie des pays de l'ancienne Union soviétique.
Le Turkménistan a remporté une seule médaille, une médaille d'argent en haltérophile dans la catégorie des moins de 55 kg avec Polina Guryeva en 2020.
Le Comité national olympique du Turkménistan a été créé en 1990 et a été reconnu par le Comité international olympique (CIO) en 1993.